# درخواست شیطانی شاهنشاهان آن‌ها
«فرمایش اعلاحضرتان شیطانی» (به انگلیسی: Their Satanic Majesties Request) آلبومی از رولینگ استونز است که در سال ۱۹۶۷ میلادی منتشر شد.